# Urus
L'Urus (5.495 m) è una montagna della Cordillera Blanca, in Perù, nel dipartimento di Ancash.

## Aspetto fisico
Situato nel massiccio montuoso chiamato Macizo del Chinchey, che occupa la parte centro-meridionale della Cordillera Blanca, l'Urus si alza sulla cresta sud-ovest del vicino Tocllaraju. Pur essendo meno alta rispetto a molte vette vicine (Chinchey, Palcaraju, Pucaranra, lo stesso Tocllaraju) la sua fama e la sua frequentazione sono dovute alla relativa facilità dell'accesso alla vetta. Si distinguono tre cime della montagna: l'Urus Oeste (5.450 m), l'Urus Central (5.495 m), la più alta, e l'Urus Este (5.420 m), la più frequentata.

## Alpinismo
La prima salita della montagna è certificata al 3 aprile 1954, ad opera dei peruviani Alberto e César Morales Arnao, che raggiunsero la cima dell'Urus Central dal versante sud-est. La montagna, ed in particolare l'Urus Este, è oggi molto frequentata dagli escursionisti che desiderano salire al di sopra dei 5.000 metri e dagli alpinisti in cerca di un facile acclimatamento.